# Conotrachelus heteropunctatus
Conotrachelus heteropunctatus – gatunek chrząszcza z rodziny ryjkowcowatych.

## Zasięg występowania
Ameryka Południowa, występuje w Argentynie oraz Urugwaju.

## Budowa ciała
Ciało wydłużone. Przednia krawędź pokryw znacznie szersza od przedplecza, obie te części ciała grubo punktowane.
Ubarwienie ciała czarne z kępkami białawych włosków na pokrywach.